# Ґжибно (Бродницький повіт)
Ґжибно (пол. Grzybno, нім. Griewenhof) — село в Польщі, у гміні Боброво Бродницького повіту Куявсько-Поморського воєводства.
Населення — 325 осіб (2011).
У 1975-1998 роках село належало до Торунського воєводства.

## Демографія
Демографічна структура станом на 31 березня 2011 року:
|          | Загалом | Допрацездатний вік | Працездатний вік | Постпрацездатний вік |
| -------- | ------- | ------------------ | ---------------- | -------------------- |
| Чоловіки | 168     | 44                 | 105              | 19                   |
| Жінки    | 157     | 31                 | 91               | 35                   |
| Разом    | 325     | 75                 | 196              | 54                   |